# Cachkaszat
Cachkaszat – wieś w Armenii, w prowincji Lorri. W 2011 roku liczyła 181 mieszkańców.